# Luis Ospina
Luis Alfonso Ospina Garcés (Santiago de Cali, 14 de juny de 1949-Bogotà, 27 de setembre de 2019) va ser un director, guionista i productor de cinema colombià. Va estar vinculat al moviment Caliwood al costat de Carlos maiglo i Andrés Caicedo.

## Biografia

### Primers anys
Va estudiar cinema en la Universitat del Sud de Califòrnia USC i en la Universitat de Califòrnia UCLA.

### Carrera al cinema
Va formar part del Grup de Cali juntament amb Carlos Mayolo, Andrés Caicedo, Ramiro Arbeláez i altres artistes, que en la dècada de 1970 van fundar el Cine Club de Cali i la revista Ojo al cine. Va dirigir dos llargmetratges de ficció, Pura sangre (1982) i Soplo de vida (1999), i va realitzar nou llargmetratges documentals, així com una vintena de curtmetratges documentals i argumentals, d'entre els quals destaquen Agarrando pueblo (1977), codirigit amb Carlos Mayolo com a crítica a l'anomenada "pornomisèria al cinema"; Andrés Caicedo: unos pocos buenos amigos (1986), sobre la vida (i mort) de l'escriptor Andrés Caicedo; Ojo y vista: peligra la vida del artista (1988), una seqüela d' Agarrando pueblo, La desazón suprema: retrato incesante de Fernando Vallejo (2003), sobre la vida i obra d'aquest controvertit escriptor colombià i Un tigre de papel (2007), sobre Pedro Manrique Figueroa, precursor del collage a Colòmbia. La seva última pel·lícula va ser Todo comenzó por el fin (2015), l'estrena mundial de la qual es va donar en el Toronto International Film Festival TIFF.
També es va exercir en el camp de la crònica cinematogràfica en revistes com a Ojo al cine, El Malpensante, Cinemateca, Kinetoscopio i Número. El 2007 va publicar Palabras al viento. Mis sobras completas, una antologia dels seus escrits cinematogràfics.
El seu treball va ser premiat en els festivals internacionals d'Oberhausen, Biarritz, l'Havana, Sitges, Bilbao, Lille, Miami, Lima, Caracas i Tolosa. Retrospectives de la seva obra es van realitzar a la Filmoteca de Catalunya, la Cineteca de Mèxic, La Cinemateca de Veneçuela i el Centre Colombo-Americà de Medellín. Alguns treballs seus van ser exhibits en la Tate Gallery, Solomon R. Guggenheim Museum, el Museu Reina Sofia, el Centre Georges Pompidou, el Jeu de Paume, el San Francisco Museum of Modern Art, Dokumenta Kassel i la BAK Gallery.
Des de 2007 fins a la seva defunció es va exercir com a director artístic del Festival Internacional de Cinema de Cali FICCALI.

## Defunció
Va morir a Bogotà, on estava radicat, el 27 de setembre de 2019.

## Filmografia
- 1964 - Vía cerrada
- 1970 - Acto de fe
- 1971 - Autorretrato (dormido)
- 1971 - ¡Oiga Vea! (codirecció amb Carlos Mayolo)
- 1972 - El bombardeo de Washington
- 1973 - Cali: de película (codirecció amb Carlos Mayolo)
- 1975 - Asunción (codirecció amb Carlos Mayolo)
- 1978 - Agarrando pueblo (codirecció amb Carlos Mayolo)
- 1982 - Pura sangre
- 1985 - En busca de María (codirecció amb Jorge Nieto)
- 1986 - Andrés Caicedo: unos pocos buenos amigos
- 1987 - Antonio María Valencia: música en cámara
- 1988 - Ojo y vista: peligra la vida del artista
- 1988 - Arte sano cuadra a cuadra
- 1989 - Slapstick: la comedia muda norteamericana
- 1990 - Adiós a Cali
- 1991 - Cámara ardiente
- 1991 - Al pie
- 1991 - Al pelo
- 1991 - A la carrera
- 1992 - Nuestra película
- 1993 - Autorretrato póstumo de Lorenzo Jaramillo
- 1994 - Capítulo 66 (codirecció amb Raúl Ruiz)
- 1995 - Cali: ayer, hoy y mañana
- 1997 - Mucho gusto
- 1999 - Soplo de vida
- 1999 - Making of La Virgen de los sicarios / La Vierge des tueurs
- 2003 - Video(B)art(h)es
- 2003 - La desazón suprema: retrato incesante de Fernando Vallejo
- 2007 - De la ilusión al desconcierto
- 2007 - Un tigre de papel
- 2012 - Los Echavarría: un retrato de familia
- 2015 - Hay que ser paciente
- 2015 - Todo comenzó por el fin
- 2019 - La fiera y la fiesta

### Llibres
- 2007 - Palabras al viento. Mis sobras completas
- 2011 - Oiga/Vea : Sonidos e Imágenes de Luis Ospina